# Lettlands socialistiska parti
Lettlands socialistiska parti (lettiska: Latvijas Sociālistiskā partija) är ett kommunistiskt politiskt parti i Lettland. Det grundades 1994, sedan det gamla kommunistpartiet kriminaliserats efter Sovjetunionens kollaps. 

## Partiledare
Partiledaren heter Alfrēds Rubiks och var tidigare borgmästare i Riga, fackföreningsledare och ordförande för Lettiska kommunistpartiet (SUKP Plattform). Anklagad för deltagande i en statskupp mot myndigheterna fängslades han 1991 och hölls fången i sex år. Han kan inte representera partiet i saeiman (lettiska parlamentet) då det åligger honom ett förbud mot att ställa upp i val, däremot sitter hans son Artūrs Rubiks i parlamentet för samma parti. 

## Partiets inriktning och resultat
Socialistpartiet har störst popularitet huvudsakligen hos Lettlands ryskspråkiga befolkning. Partiet ägnar stor kraft åt frågor som rör de etniska ryssarna, såsom språk- och medborgarlagar, då dessa i dagens lettiska samhälle anser sig vara utsatta för diskriminering. Partiet anser att lettiskt medborgarskap skall ges till samtliga som var medborgare enligt 1990 års definitioner. Ett implementerande av detta synsätt i lettisk lagstiftning skulle bidra till omfattande förändringar då nuvarande konstitution enbart definierar lettiska medborgare innan Lettlands införlivande med Sovjetunionen 1940 som medborgare av Lettland av idag, och kräver att de ryssar som kommit till landet mellan 1940 och 1990 skall genomgå en "naturaliseringsprocess" som juridiskt kan anses vara ganska godtycklig i sitt slag.[källa behövs]
I valet den 5 oktober 2002 var partiet en del av koalitionen För mänskliga rättigheter i enade Lettland (Par cilvēka tiesībām vienotā Latvijā) som fick 19,0% av rösterna och 25 av 100 platser i parlamentet (varav fem gavs partiet). Partiet var med i denna allians av företrädesvis ryskspråkiga partier mellan 1998 och 2003. 
Plattformen kretsar mycket kring antikorruptionsfrågor och ett oberoende Lettland fritt från medlemskap i EU. 2005 var partiet med i alliansen Harmonicenter (Saskaņas Centrs) som vann 17 platser i 2006 års parlamentsval. 4 av dessa parlamentsledamöter är medlemmar i Lettlands socialistiska parti.
Partiet har ett mandat i saeiman sedan 2011.